# Outbound (Keldian)
Outbound è il terzo album della band Symphonic power metal-fantascientifica norvegese Keldian, pubblicato nell'ottobre del 2013 dall'etichetta discografica Galactic Butterfly Music.

## Tracce
Testi e musiche di Andresen/Aardalen.
1. Burn the Sky – 4:21
2. Earthblood – 5:04
3. Never Existed – 4:12
4. Morning Light Mountain – 7:06
5. Kepler and the 100 000 Stars – 5:06
6. The Silfen Paths – 11:56
7. Run for Your Life – 3:23
8. A Place Above the Air – 4:16
9. F.T.L. – 6:46
10. Scoundrel Days (A-ha cover) (Bonus track) – 4:41

## Componenti
- Christer Andresen – Voce, Chitarra elettrica, Basso elettrico
- Arild Aardalen – Sintetizzatore, Seconda voce

## Altri musicisti
- Jørn Holen – Percussioni
- Thommie Myhrvold – Voce
- Helene Hande Midje – Voce
- Kjell Vidar Merkesdal – Voce